# 学校をつくろう
『学校をつくろう』（がっこうをつくろう）は、2011年公開の日本映画。

## 概要
志茂田景樹の歴史小説『蒼翼の獅子たち』を原作に「専修大学創立130周年記念映画」として製作された伝記映画。明治時代、専修大学初代校長・相馬永胤を主軸として学校設立に尽力した4人に焦点を当てている。監督は神山征二郎。主演は三浦貴大。現役専大生らもPR活動を積極的に行われた。
キャッチコピーは、「そのとき、若者たちは未来を見た」。

## ストーリー
専修大学を設立した相馬永胤の半生に迫る歴史ドラマ。明治4年、髷を落とし、彦根藩藩費留学生としてアメリカへ旅立った相馬は、日本を変えるには学問が必要と考え、3人の同志と共に学校を作る決意を固める。

## キャスト
- 相馬永胤 - 三浦貴大
- 目賀田種太郎 - 橋本一郎
- 田尻稲次郎 - 池上リョヲマ
- 駒井重格 - 柄本時生
- 相馬陸 - 近衛はな
- 相馬幾田 ‐ 角替和枝
- 鳩山和夫 - 橋爪遼
- 西郷隆盛 - 永島敏行（特別出演、専修大学OB）
- 福沢諭吉 - 宅麻伸（友情出演）
- 谷鉄臣 - 尾崎英二郎（専修大学OB)
- 相馬永胤（老年期） - 神山繁
- 目賀田種太郎（老年期） - 山本圭
- 相馬アヤ ‐ 佐々木すみ江
- ナレーション - 樫山文枝

## スタッフ
- 監督 - 神山征二郎
- 原作 - 志茂田景樹『蒼翼の獅子たち』（2008年、河出書房新社）
- 脚本 - 神山征二郎、加藤伸代
- プロデューサー - 永田博康
- プロデュース - 鍋島壽夫
- 撮影 - 加藤雄大
- 美術 - 春木章
- 照明 - 原由己
- 音楽 - 国吉良一
- 録音 - 武進
- 編集 - 蛭田智子
- 題字 - 仲川恭司（専修大学文学部教授）
- 製作 - 学校法人専修大学
- 配給 - ゴー・シネマ

## 主題歌
- BLACK BABE『最高の瞬間』

## 原作小説
- 志茂田景樹『蒼翼の獅子たち』

河出書房新社より2008年10月7日発行。ISBN 978-4309907871。